# North of Scotland Cup 2009–10
North of Scotland Cup 2009–10 với đội vô địch là Inverness Caledonian Thistle.

## Các đội tham gia mùa giải 2009–10
- Bonar Bridge
- Brora Rangers
- Clachnacuddin
- Elgin City
- Forres Mechanics
- Fort William
- Golspie Sutherland
- Halkirk Utd
- Inverness Caledonian Thistle
- Lossiemouth
- Nairn County
- Rothes
- Strathspey Thistle
- Wick Academy

## Vòng Một
| 24 tháng 7 năm 2009 | Halkirk Utd | 0 − 4 | Wick Academy | Harmsworth Park, Wick |
| 20:00 BST           |             |       |              |                       |

| 25 tháng 7 năm 2009 | Bonar Bridge | 0 − 2  | Brora Rangers                              | Migdale Park, Bonar Bridge |  |
| 15:00 BST           |              | Report | Evan Murray 30' · John Cameron 65' (ph.đ.) |                            |  |

| 25 tháng 7 năm 2009 | Fort William | w/o | Elgin City |  |
| 15:00 BST           |              |     |            |  |

| 25 tháng 7 năm 2009 | Lossiemouth | 4 − 3 | Strathspey Thistle | Grant Park, Lossiemouth |
| 15:00 BST           |             |       |                    |                         |

| 25 tháng 7 năm 2009 | Nairn County | 3 − 0 | Forres Mechanics | Station Park, Nairn |
| 15:00 BST           |              |       |                  |                     |

| 29 tháng 7 năm 2009 | Golspie Sutherland | 0 − 5 | Inverness Caledonian Thistle | King George V Park, Golspie |
| 19:30 BST           |                    |       |                              |                             |

## Vòng Hai
| 11 tháng 8 năm 2009 | Clachnacuddin | 0 − 2 | Inverness Caledonian Thistle | Grant Street Park, Inverness |
| 19:30 BST           |               |       |                              |                              |

| 11 tháng 8 năm 2009 | Fort William | 3 − 4 | Rothes | Claggan Park, Fort William |
| 19:30 BST           |              |       |        |                            |

| 11 tháng 8 năm 2009 | Lossiemouth | 0 − 2 | Nairn County | Grant Park, Lossiemouth |
| 19:30 BST           |             |       |              |                         |

| 11 tháng 8 năm 2009 | Wick Academy | 3 − 0 | Brora Rangers | Harmsworth Park, Wick |
| 19:30 BST           |              |       |               |                       |

## Bán kết
| 25 tháng 8 năm 2009 | Nairn County | 2 − 1 | Rothes | Station Park, Nairn |
| 20:00 BST           |              |       |        |                     |

| 26 tháng 8 năm 2009 | Wick Academy | 1 − 3 | Inverness Caledonian Thistle | Harmsworth Park, Wick |
| 19:30 BST           |              |       |                              |                       |

## Chung kết
| Inverness Caledonian Thistle                               | 3 − 2  | Nairn County                      |
| ---------------------------------------------------------- | ------ | --------------------------------- |
| Gavin Morrison 3' · Shane Sutherland 29' · Adam Rooney 68' | Report | Gregg Main 43' · Willie Baron 79' |